# Carlo Antonio Carlone
Carlo Antonio Carlone (ur. w 1635 w miejscowości Scaria, zm. 3 maja 1708 w Pasawie) – architekt epoki baroku, znany z przebudowy wielu klasztorów w Górnej Austrii. Pracował najpierw w Grazu, następnie w opactwie Sankt Florian (1686-1705), gdzie zbudował kościół uważany przez niektórych krytyków za jego arcydzieło.

## Wybrane dzieła
- Opactwo Schlierbach (1680 - 1683)
- Opactwo Garsten (1680 - 1708)
- Opactwo St. Florian
- Opactwo Kremsmünster, przebudowa kościoła i biblioteki klasztornej
- Kościół pielgrzymkowy Heiligenkreuz
- Kościół pielgrzymkowy Christkindl

### Zdjęcia wybranych zabytków

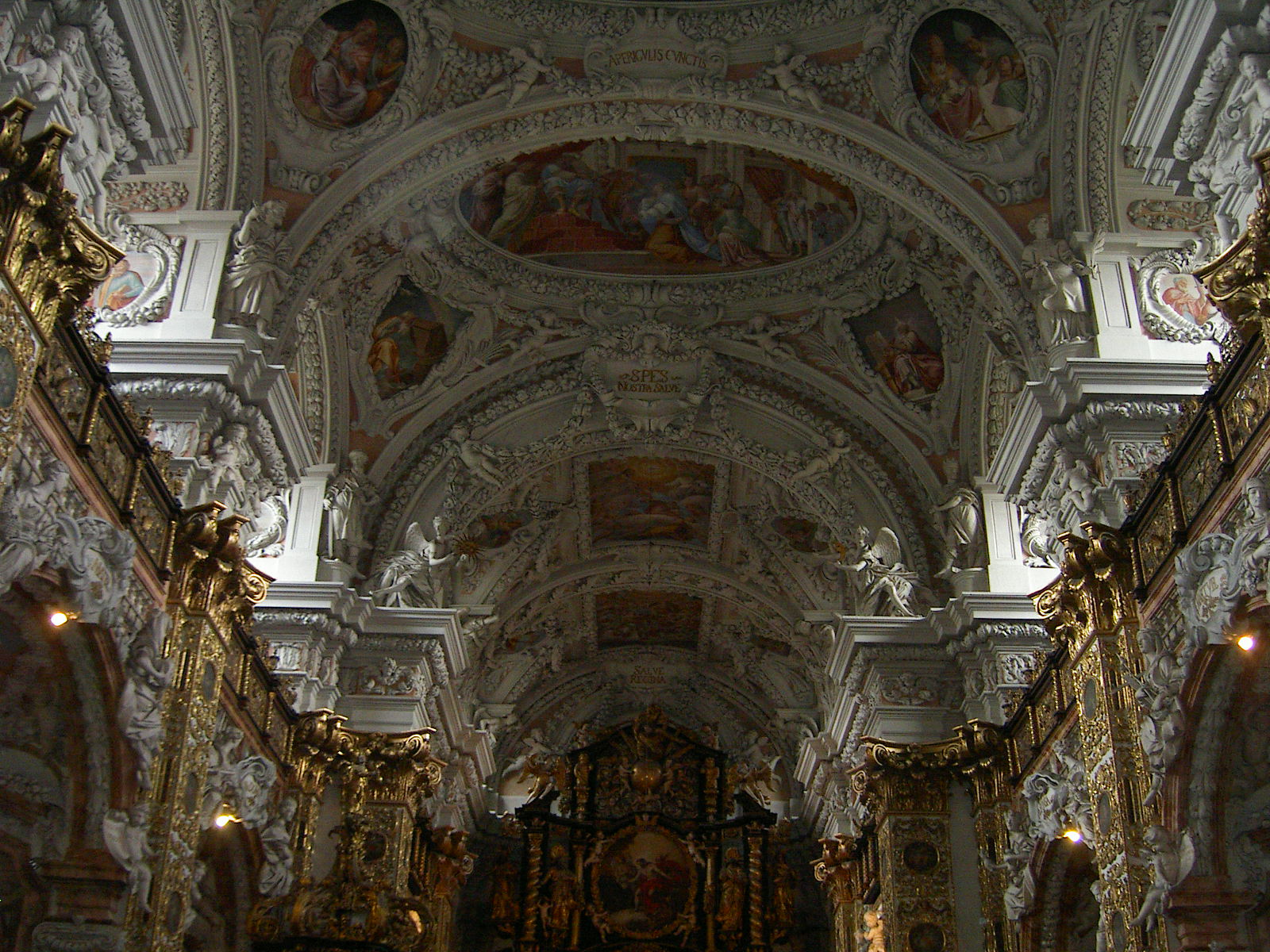
Opactwo Schlierbach, wnętrze kościoła
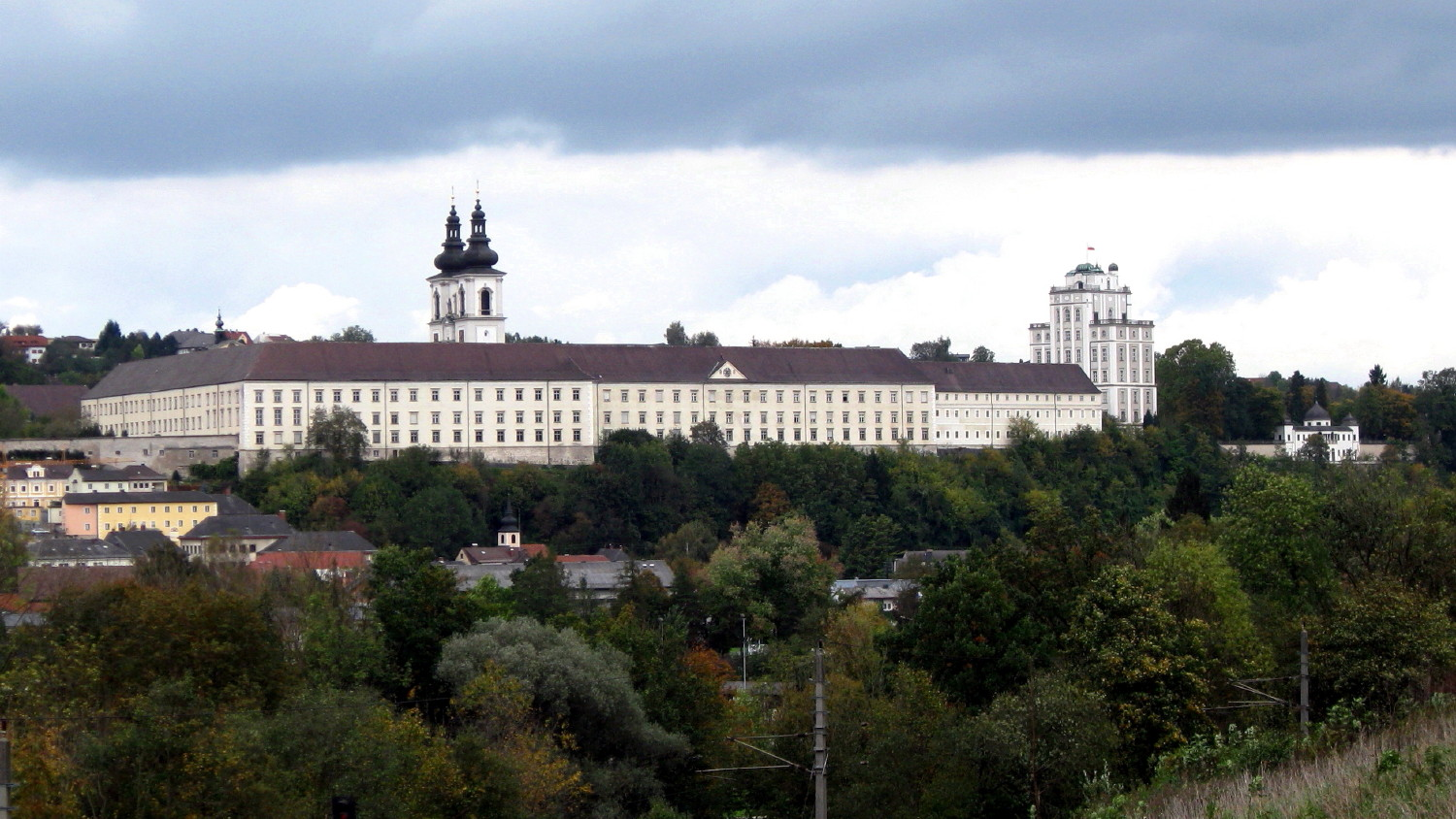
Opactwo Kremsmünster
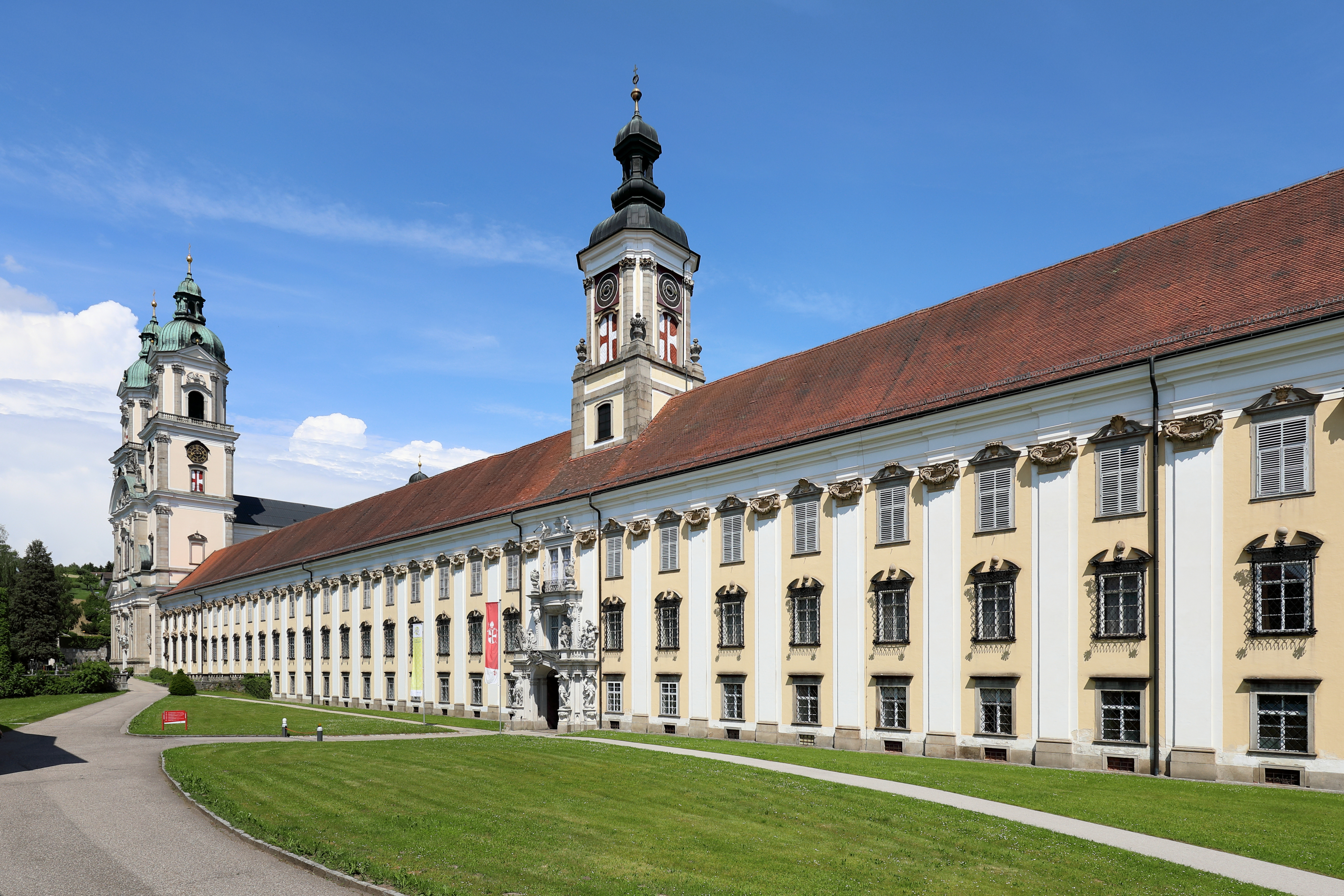
Opactwo Sankt Florian
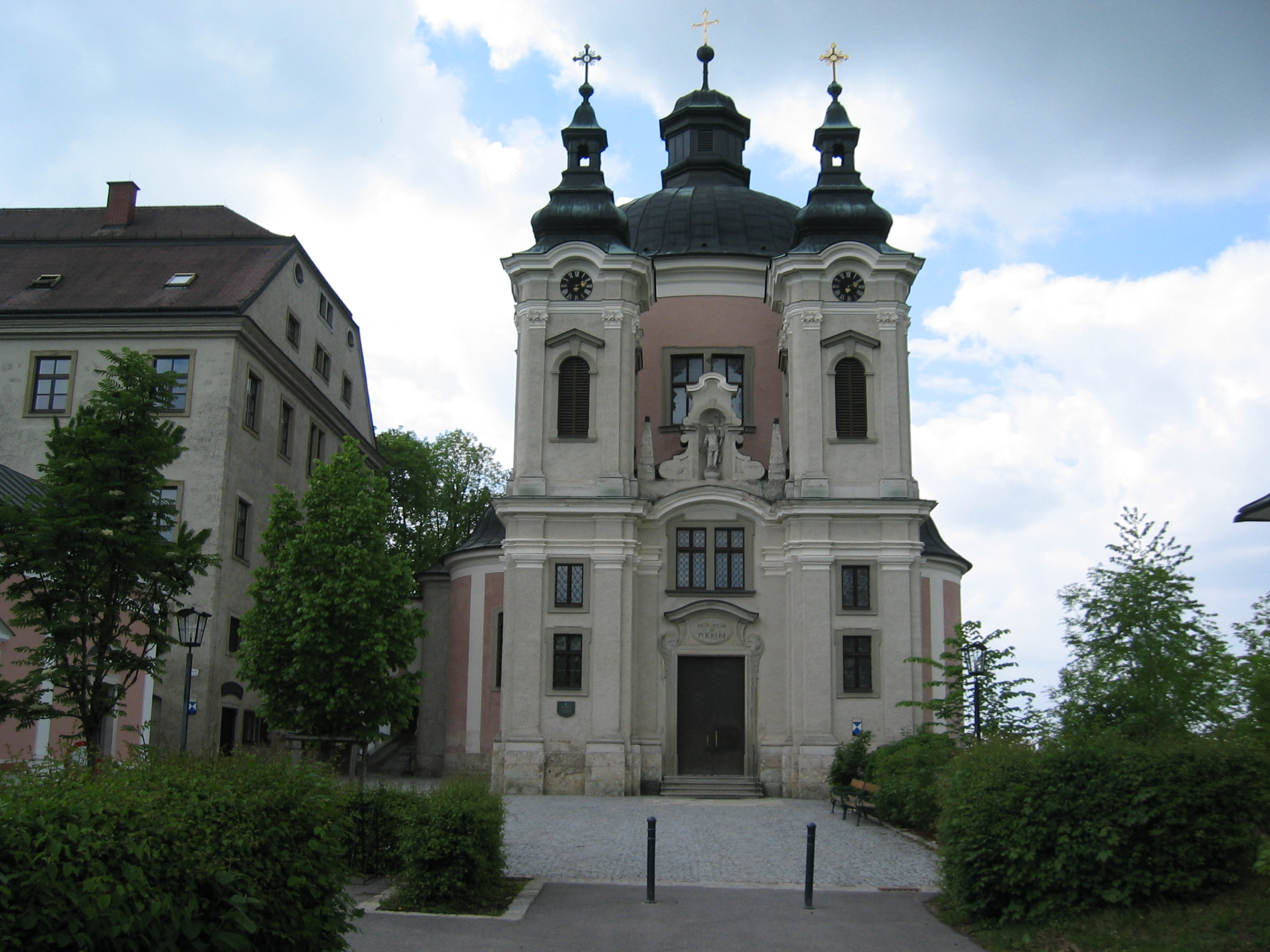
Kościół pielgrzymkowy Christkindl